# 琵琶湖周航の歌
『琵琶湖周航の歌』（びわこしゅうこうのうた）は、日本の学生歌の一つで、琵琶湖および周辺地域を題材とした、滋賀県のご当地ソング（cf.）の一つ。1917年（大正6年）6月28日成立（作詞：小口太郎、作曲：吉田千秋）。

## 概要
琵琶湖を中心とした滋賀県の風景が歌われる曲である。歌詞は全6番からなり、拍子は8分の6拍子である。
この曲は1917年（大正6年）6月28日、第三高等学校（三高。現在の京都大学）ボート部の部員による恒例の琵琶湖周航の途中、部員の小口太郎による詞を「ひつじぐさ」（作曲：吉田千秋）のメロディーに乗せて初めて歌われた。その後この歌は、三高の寮歌・学生歌として伝えられた。
1933年（昭和8年）に最初のレコーディングが行われた。第二次世界大戦後、多くの歌手によって歌われたが、特に1971年（昭和46年）に加藤登紀子がカヴァーしたレコードは大ヒットを記録した。
歌の舞台となった琵琶湖畔には、複数の歌碑が立っている。歌の「誕生の地」とされる滋賀県高島市今津町には琵琶湖周航の歌資料館がある。

## 歌詞

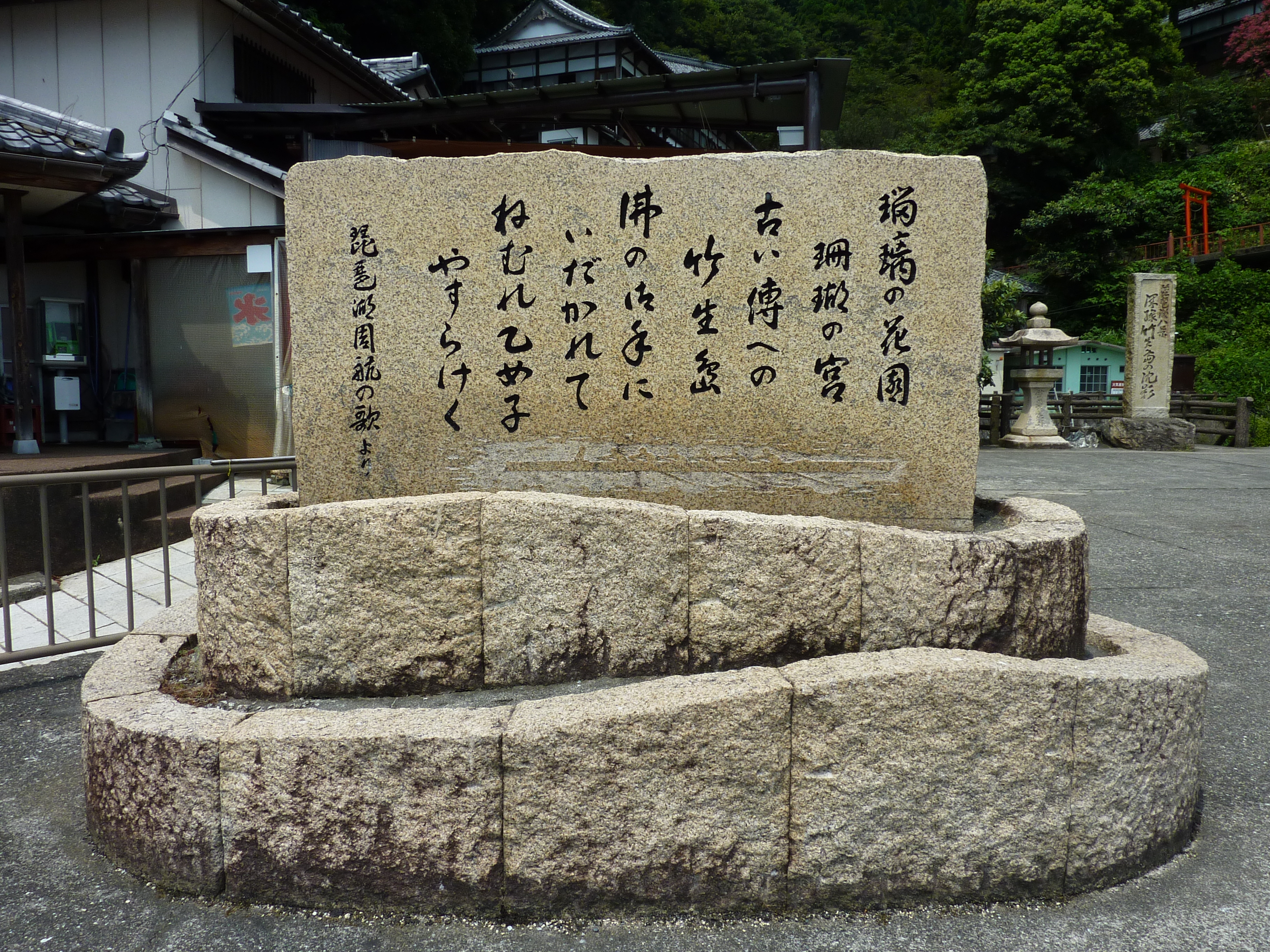
竹生島にある歌碑（4番）

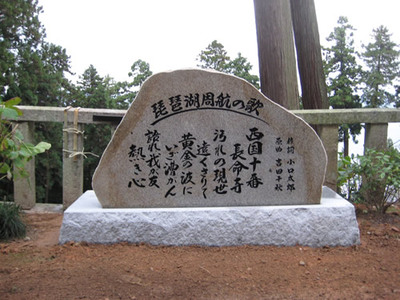
長命寺にある歌碑（6番）

- 歌詞の著作権は1954年に消滅している[注釈 1]。

1. われは湖（うみ）の子　さすらいの
旅にしあれば　しみじみと
昇る狭霧（さぎり）や　さざなみの
志賀の都よ　いざさらば
2. 松は緑に　砂白き
雄松（おまつ）が里の　乙女子は
赤い椿の　森陰に
はかない恋に　泣くとかや
3. 波のまにまに　漂（ただよ）えば
赤い泊火（とまりび）懐かしみ
行方定めぬ　波枕
今日は今津か　長浜か
4. 瑠璃（るり）の花園　珊瑚（さんご）の宮
古い伝えの　竹生島（ちくぶじま）
仏の御手（みて）に　抱（いだ）かれて
眠れ乙女子　やすらけく
5. 矢の根は深く　埋（うず）もれて
夏草繁（しげ）き　堀の跡
古城にひとり　佇（たたず）めば
比良（ひら）も伊吹も　夢のごと
6. 西国十番　長命寺
汚（けが）れの現世（うつしよ）遠く去りて
黄金（こがね）の波に　いざ漕（こ）がん
語れ我が友　熱き心

## 歴史

### 三高ボート部の琵琶湖周航
第三高等学校に水上部（のちのボート部）が設立されたのは1892年（明治25年）のことである。部員による琵琶湖一周の漕艇は、創部の翌年1893年（明治26年）に初めて行われた。漕手6人舵手1人からなるフィックス艇に乗り、艇庫のある三保が崎（大津市）から時計周りに琵琶湖を一周するというもので、3泊ないしは4泊程度の旅程で（2泊という強行スケジュールが組まれたこともある）行われた。この周航は、1940年（昭和15年）頃まで行われていた。

### 「琵琶湖周航の歌」の誕生
小口太郎は、1916年（大正5年）に三高予科第二部乙類に入学。水上部に入部した。小口は1917年（大正6年）6月の周航中にこの歌詞を思いついたとされ、周航2日目の6月28日夜、今津（現：滋賀県高島市今津町）の宿で披露された。なお、この年の周航は、雄松（近江舞子） - 今津 - 彦根 - 長命寺（近江八幡）に宿泊する4泊5日の旅程であった。小口が1917年6月28日に今津から三高の寮の友人にあてたはがきが残っている。
今津の宿で、小口は「今日ボートを漕ぎながらこんな詩を作った」と仲間に披露した。部員の中安治郎が「小口がこんな歌を作った」と仲間に紹介したともいう。小口の詩を、当時三高生の間で流行していた歌「ひつじぐさ」のメロディに当てて歌うとよく合ったため合唱し、これが定着することとなった。
なお、今津の宿で披露された歌詞にはその後補足が加えられており、現在見られる6番までの全歌詞は翌1918年（大正7年）夏までに完成した。その後、三高の寮歌・学生歌として広まっていった。

### レコードの発売
レコードの初版は1933年（昭和8年）にタイヘイレコードから発売された「第三高等学校自由寮生徒」の歌唱によるもの（品番：4580B）である。
第二次世界大戦後は歌謡曲（ポピュラー音楽）として多くの歌手に歌われた。1961年（昭和36年）にボニージャックスが吹き込んだのを皮切りに、ペギー葉山（1962年）や小林旭、フランク永井、都はるみ、渡哲也、シモンズ （1971年）、倍賞千恵子（1973年）、藤圭子（1973年）など、60組以上（1999年時点）の歌手がカバーしている。中でも1971年（昭和46年）5月に加藤登紀子がカバーしたレコードは70万枚の大ヒットになった。

### 作詞者・作曲者の探求

『小口太郎像』（長野県岡谷市、岡谷湖畔公園）

戦前・戦後にかけて流行歌となったこの歌であるが、1971年（昭和46年）のヒットの頃まで、作詞者小口は名前のみ伝わったものの人物像は不明となり、作曲者については忘れ去られた状況となっていた。この頃の歌集などでは、作詞・作曲者を「小口太郎」または「三高ボート部」とする表記が使われていた。
その後、作詞者・作曲者について、飯田忠義（NHKアナウンサー）ら研究者による調査が進められた。飯田は当時の水上部クルーからの聞き取りを行い、歌の誕生の過程を浮かび上がらせた。1979年（昭和54年）には、曲が「ひつじぐさ」のメロディーを転用したもので作曲者の名が吉田千秋であることが判明するものの、身元や人物像は依然として不明なまま残った。進展が見られるのは1993年（平成5年）、今津文化会館で開催された「琵琶湖周航の歌開示75周年記念イベント」に際してである。吉田が東京から新潟県に転居していることが判明したことから新潟県の地元紙に調査を依頼、『新潟日報』6月11日夕刊に掲載された記事が地元の吉田東伍研究者の目に留まり、吉田の人物像が判明した。
小口と吉田は、大正時代にともに20代で早世している。互いに面識はないままであった。

#### 小口太郎
小口太郎（1897年（明治30年）8月30日 - 1924年（大正13年）5月16日）は、長野県諏訪郡湊村（現在の岡谷市）出身。作詞時は三高2年生で19歳。三高卒業後は東京帝国大学に進学した。26歳で永眠。

#### 吉田千秋
吉田千秋（1895年（明治28年）2月18日 - 1919年（大正8年）2月24日）は、新潟県（生地は新津市を経て現在は新潟市秋葉区）出身。『大日本地名辞書』を著した歴史地理学者吉田東伍の次男であった。1916年（大正4年）に雑誌『音楽界』8月号に発表したのが「ひつじぐさ」であった。
吉田は肺結核を患っており、24歳で永眠した。吉田についての資料は吉田文庫（新潟市秋葉区）に所蔵されている。
「琵琶湖周航の歌」は口伝えで継承されてきたため、現在知られているメロディは原曲の「ひつじぐさ」とはかなり異なっている。
なお、ヒツジグサはスイレン科の水生多年草で、日本国内に広く分布しており、今津でも見られる。小口太郎が今津で投函した手紙の中でも言及がある。今津では「琵琶湖周航の歌」ゆかりの草として、また水環境保護のシンボルとして扱われている。

## 記念

### 歌碑
滋賀県においては、1973年（昭和48年）に三保ケ崎に歌碑が建てられたのを皮切りとして、1番から6番までの歌詞の舞台になっている地域にそれぞれ歌碑が設置されている。
- 三保ケ崎（大津市） - 全歌詞を記載
- 近江舞子浜（大津市） - 2番歌詞を記載
- 今津港（高島市今津町）
  - 今津港桟橋 - 3番歌詞を記載
  - 今津港親水公園 - 全歌詞を記載
- 竹生島（長浜市） - 4番歌詞を記載
- 彦根港（彦根市） - 5番歌詞を記載
- 長命寺（近江八幡市）
  - 長命寺港 - 6番歌詞の一部を記載
  - 長命寺境内 - 6番歌詞を記載

小口太郎の出身地である長野県岡谷市の諏訪湖畔（釜口水門河川公園）には、1988年（昭和63年）に小口太郎像とともに「琵琶湖周航の歌」歌碑が建てられた。

### 行事など
1997年（平成9年）以来、高島郡今津町（現在の高島市）では「琵琶湖周航の歌音楽祭　合唱コンクール」が開催されている。
1998年（平成10年）4月、今津町に琵琶湖周航の歌資料館が開設された。今津勤労者センターを改装したもので、2002年（平成14年）に増築された。
2017年（平成29年）6月には「琵琶湖周航の歌100周年記念」のフレーム切手が滋賀県の郵便局で発売された。また、滋賀県長浜市に歌碑が建立された。また、京都大学ボート部OBらが、歌の誕生から100年を迎えるのを記念し、同年6月25日から27日にかけて、歌われた場所を訪問する周航を行った。

## その他
- 「われはうみのこ」で始まる歌は、この歌のほかに『われは海の子』（文部省唱歌）がある。こちらは「われは湖の子」である。
- 4番の歌詞に「瑠璃の花園　珊瑚の宮」とあるが、瑠璃はそもそも日本では産出されず、また、珊瑚も海に育つ生物であるため、琵琶湖には生息しない。
- 6番で「西国十番」と歌われている長命寺は、実際には西国三十三箇所の三十一番札所である[注釈 6]。
- 全国的に高い知名度を持つ歌であるとともに[13]、「滋賀県民に愛される」人気の高い歌とされる[13]。ただし、2016年時点では10代や20代の若者には知らない者も多いという[14]。滋賀県内において、メロディはさまざまな場面で使用されている。
  - 大津市と守山市を結ぶ琵琶湖大橋に、琵琶湖周航の歌のメロディーロードが2009年3月より採用されている。堅田から守山に向かうとき、右側車線を60km/hで走るとちょうど良いテンポでフルコーラスが流れる[15]。
  - 大津市役所では2017年3月から退庁時間に「琵琶湖周航の歌」を流す取り組みを行っている。越直美市長は「大津では宴会の最後など『お開き』となる際に皆で歌うことも多く、『蛍の光』のようなイメージがある」としている[16]。
  - 県民手帳にも、「滋賀県民の歌」とともに「琵琶湖周航の歌」の歌詞が掲載されている[13]。「滋賀県民の歌」の人気や認知度は「琵琶湖周航の歌」に押されており、「琵琶湖周航の歌」を県民の歌にしようという提案もなされている[13]。
- 現在も京都大学ボート部の部員によって歌い継がれている。
- 滋賀在住の音楽デュオ〜Lefa〜（リーファ）によって、2012年8月にCD化された。加藤登紀子のCDでは4番までが歌われているが、〜Lefa〜のCDにはフルコーラスで6番までが収録されている。
- 京都大学グリークラブでは1967年の第一回定期演奏会のアンコール以来、親しみをもって歌い継がれ、演奏会や行事の最後に必ず歌われている。